# Tennisspelarna
Tennisspelarna är en roman av den svenska författaren Lars Gustafsson, publicerad 1977. Boken är en satirisk berättelse om förhållandet mellan Europa och USA, en allegori över 70-talets ideologiska kris.
Tennisspelarna är en av titlarna i boken Tusen svenska klassiker (2009).